# Скутоид

Сравнение скутоида с другими геометрическими фигурами

два скутоида, один из которых перевёрнут и приставлен к другому

Скутоид — геометрическое тело, заключенное между двумя параллельными поверхностями. Граница каждой из поверхностей (и всех других параллельных поверхностей между ними) является многоугольником, а вершины двух конечных многоугольников соединяются либо кривой, либо Y-образной связью.

Скутеллумы у Heteroptera (№ 26)

Тело было найдено в природе в 2018 году.
Международная команда ученых из Севильского (Испания) и Лихайского (США) университетов в процессе исследования клеток обнаружила, что в ходе развития эмбриона ткани формируют необычную геометрическую структуру. Эта фигура не встречалась ранее и не была описана, не имела математического названия. Исследователи назвали её «скутоидом» (англ. Scutoid) — по названию щитка Heteroptera — скутеллума (scutellum). Результаты исследования были опубликованы в изданиях Nature Communications и Philosophical Magazine Letters.

## Потенциальные использования
Скутоид даёт понять, как эпителиальные клетки (клетки, которые выстилают и защищают такие органы, как кожа) эффективно упаковываются в трех измерениях. По мере того, как эпителиальная ткань изгибается или растет, клетки должны принимать новые формы для упаковки вместе, используя как можно меньше энергии, и до открытия скутоида предполагалось, что эпителиальные клетки упакованы в основном в усеченные конусы, а также в другие призматические формы. Теперь, с учётом знания о том, как упаковываются эпителиальные клетки, он открывает много новых возможностей с точки зрения искусственных органов. Скутоид может применяться для создания лучших искусственных органов, для эффективной их замены и для определения правильности упаковки клеток человека.

## Появление в природе
Форма, как ни странно, является строительным блоком многоклеточных организмов; сложная жизнь, возможно, никогда не появилась бы на Земле без этого.— Алан Бурдик «Мы все скутоиды: новая форма, объяснение»
Эпителиальные клетки принимают «скутоидную форму» при определённых обстоятельствах. При эпителии клетки могут 3D-упаковываться как скутоиды, облегчая искривление тканей. Это имеет основополагающее значение для формирования органов во время развития.

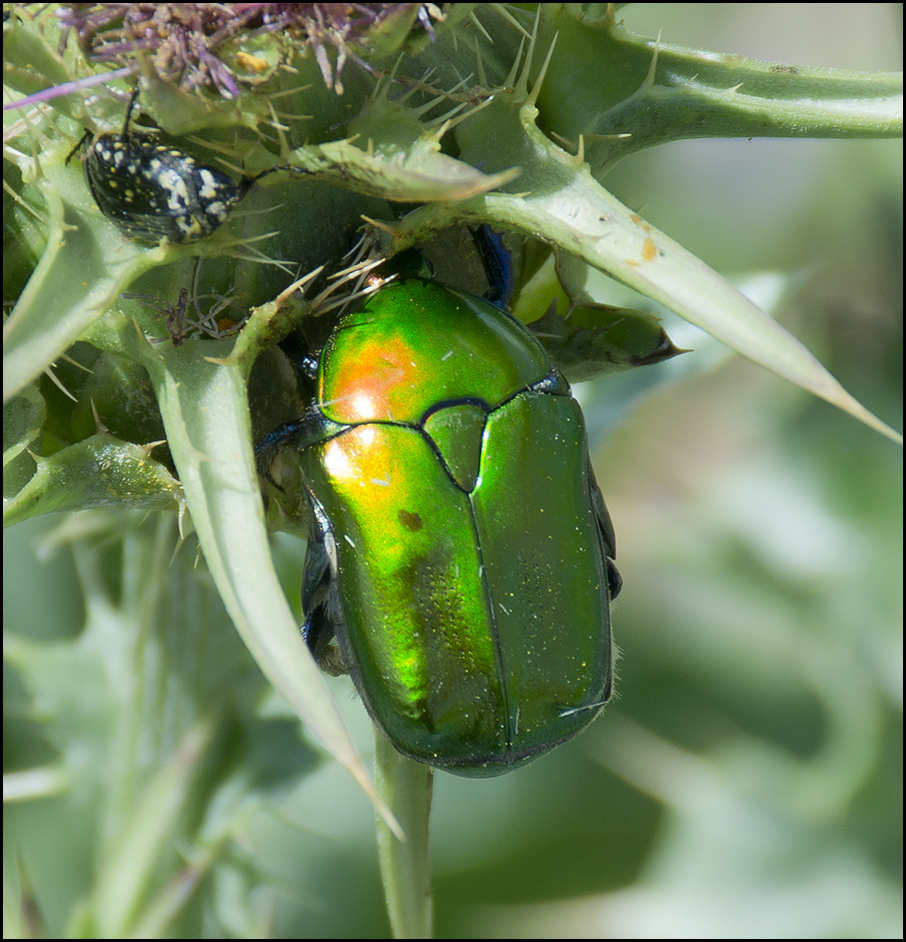

Скутоид — призматоид, к которому была добавлена одна дополнительная вершина среднего уровня. Эта дополнительная вершина заставляет некоторые грани результирующего объекта изгибаться. Это означает, что скутоиды не являются многогранниками, потому что не все их грани плоские … Для вычислительных биологов, которые создали/открыли скутоид, ключевым свойством формы является то, что она может комбинировать себя и другие геометрические объекты, такие как усеченные конусы, для создания трехмерных упаковок эпителиальных клеток.— Лаура Таальман